# Sant Jaume (Sant Jaume de Frontanyà)

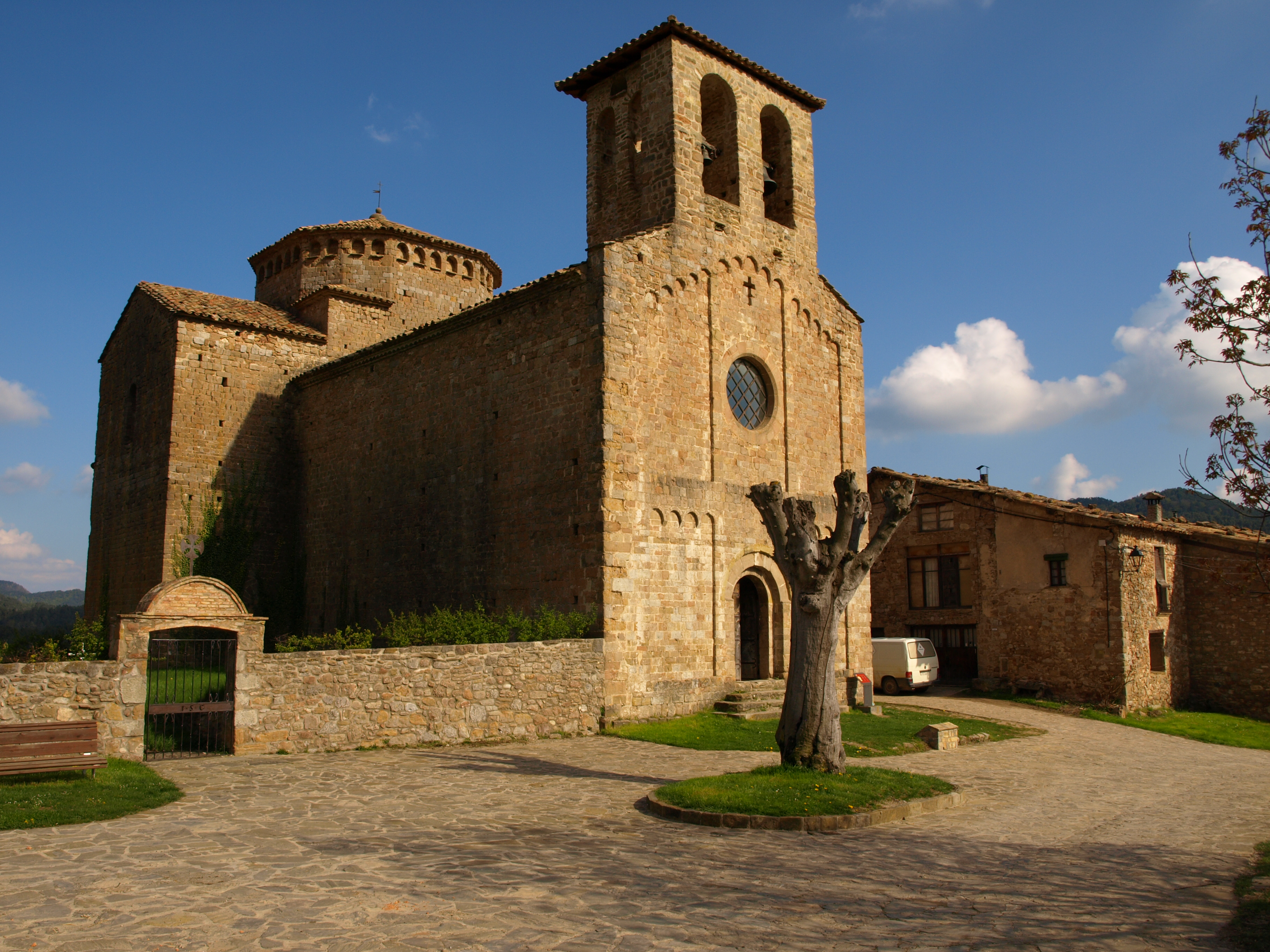
Kirche Sant Jaume

Die römisch-katholische Kirche Sant Jaume in Sant Jaume de Frontanyà, einer spanischen Gemeinde in der Comarca Berguedà der Provinz Barcelona (Katalonien) ist – neben den Kirchen Sant Vicenç in Cardona, Sant Cugat del Racó, Sant Pere de Rodes und Sant Ponç de Corbera – einer der ältesten und eindrucksvollsten Bauten der frühen romanischen Architektur im nördlichen Katalonien. Die romanische Kirche ist dem Apostel Jakobus (katalanisch Sant Jaume) geweiht; sie wurde im 11. Jahrhundert errichtet und im Jahr 1931 zum Kulturdenkmal (Bien de Interés Cultural) erklärt.

## Geschichte

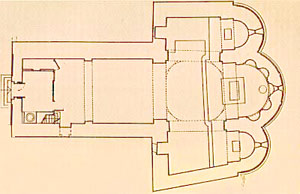
Grundriss der Kirche

Bereits im Jahr 905 ist eine Kirche dieses Namens urkundlich erwähnt; diese stand möglicherweise an der heute als Sant Jaume el Vell bezeichneten Ruinenstätte etwa einen Kilometer nordöstlich der heutigen Kirche. Von dem in der Mitte des 11. Jahrhunderts gegründeten Kloster ist nur noch die in der zweiten Hälfte des 11. Jahrhunderts errichtete Kirche erhalten. Das später den Augustiner-Chorherren zugehörige Kloster besaß ab 1395 keine Mönche mehr; im Jahr 1592 wurde der katalanische Zweig des Augustiner-Ordens durch einen Erlass des Papstes Clemens VIII. offiziell aufgelöst.
Bis ins 15. Jahrhundert existierte ein Kreuzgang; die übrigen Nebengebäude der Klosteranlage wurden abgerissen bzw. als Pfarrhaus genutzt, das schließlich bei Restaurierungsarbeiten im 20. Jahrhundert ebenfalls abgebrochen wurde.

## Architektur

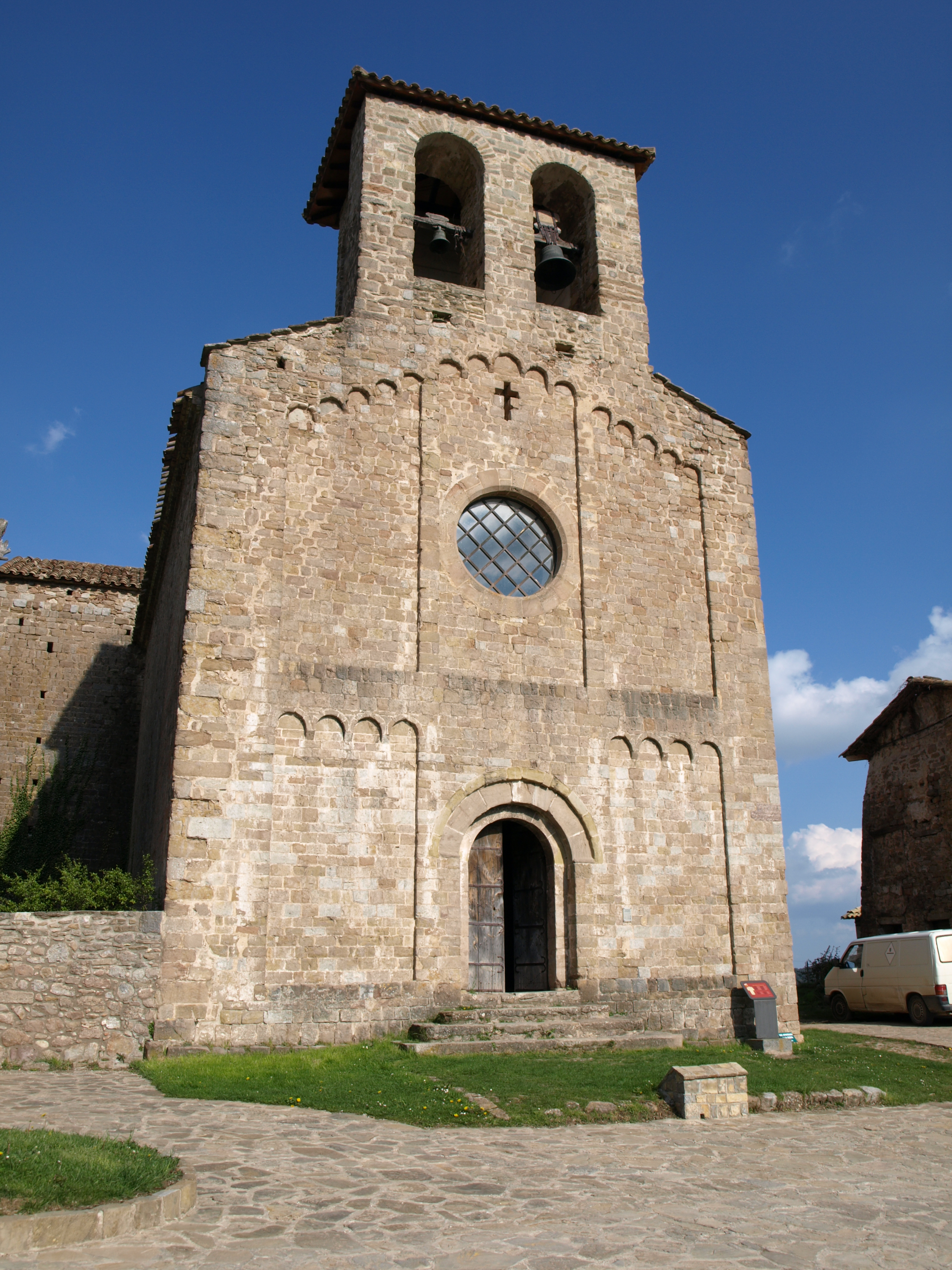
Westfassade

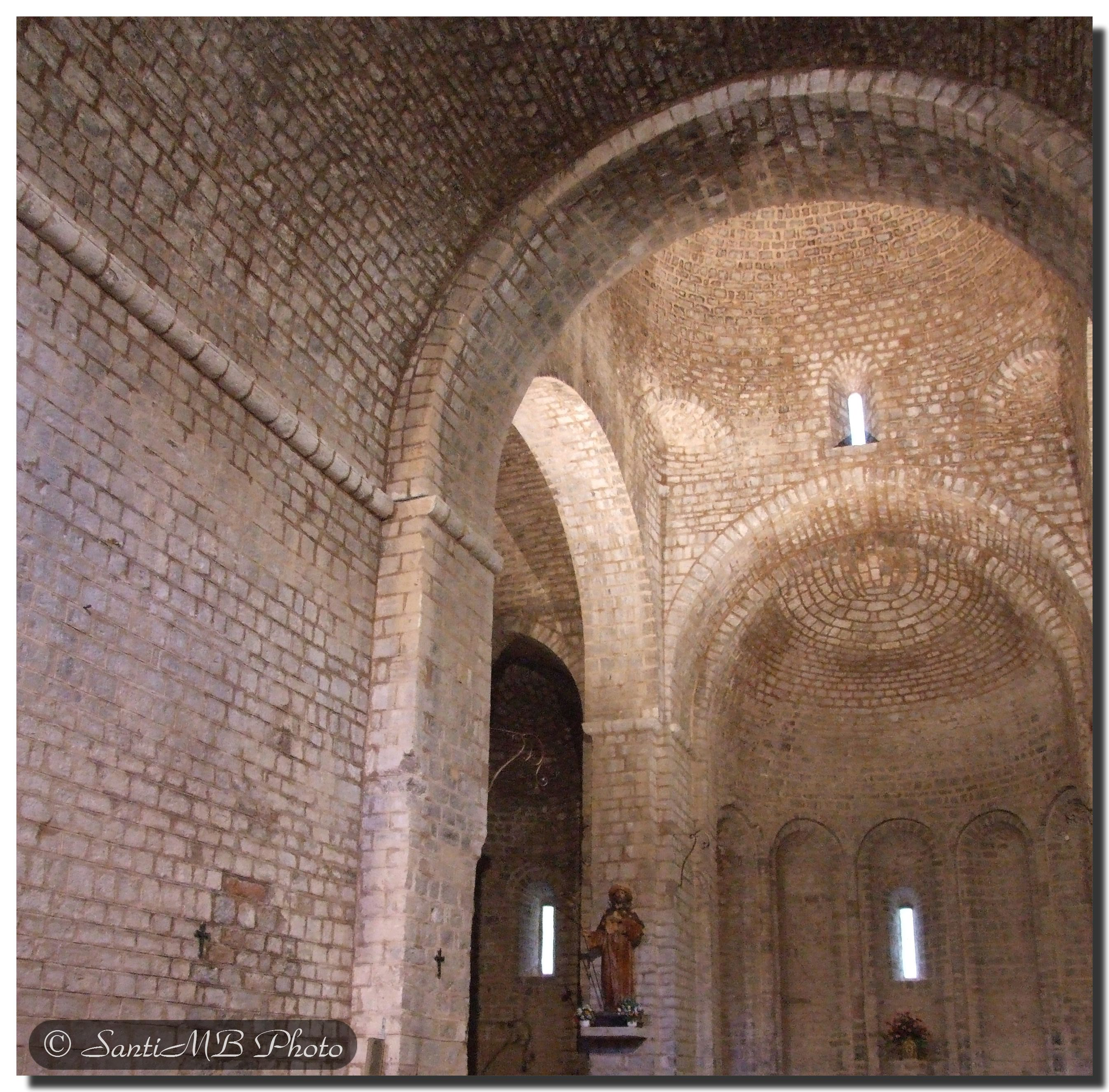
Langhaus, Vierung und Mittelapsis

### Steinmaterial
Zum Bau der Kirche wurden halbwegs exakt behauene Steine verwendet, die in Lagen und im Verbund vermauert werden konnten.

### Außenbau
Die heute freistehende, ehemalige Klosterkirche besteht aus einem einzigen Schiff und einem Querhaus, an das sich drei Apsiden anschließen. Die Mittelapsis zeigt – wie auch die Westfassade – eine Lisenengliederung mit abschließendem Rundbogenfries; die beiden seitlichen Apsiden haben keine vertikale Gliederung, schließen jedoch ebenfalls mit Rundbogenfriesen ab. Über der Vierung erhebt sich ein zwölfeckiger Aufbau (cimbori) mit einem Kranz umlaufender Blendfenster. Die Querhausfassaden und das nahezu fensterlose Langhaus sind ungegliedert und dekorlos. Das Westportal ist einfach zurückgestuft, hat jedoch keine eingestellten Säulen mit Kapitellen. Das große Rundfenster scheint später eingefügt worden zu sein; das kleine kreuzförmige Fenster darüber ist dagegen original.
Der nur eingeschossige, aber weitgeöffnete Glockenturm, der eher einem Glockengiebel (espadanya) ähnelt, gehört ebenfalls einer späteren Bauzeit (16. Jahrhundert) an.

### Inneres
Das aus zwei Jochen bestehende Kircheninnere ist tonnengewölbt und von Gurtbögen unterzogen; letztere ruhen auf gemauerten Wandvorlagen (Pilastern) mit dreifach profilierten Kämpfern, die sich – allerdings nur abgerundet – zu einem umlaufenden Gesims verlängern. Die Vierung ist von einer gemauerten Kuppel bedeckt, deren Eckzwickel auf Trompen ruhen. Die beiden Querhausarme sind ebenfalls tonnengewölbt. Die Mittelapsis verfügt über eine Gliederung bestehend aus fünf hohen Blendnischen mit dazwischen befindlichen gemauerten Säulen. Alle drei Apsiden zeigen die übliche Kalottenwölbung.